# Das Boot (film)
Das Boot is een West-Duitse oorlogsfilm uit 1981 onder regie van Wolfgang Petersen. Het scenario is gebaseerd op de roman Das Boot uit 1973 van de Duitse auteur Lothar-Günther Buchheim.
Het camerawerk is van Jost Vacano, die vrijwel alle scènes draaide met een kleine Arriflexcamera, voorzien van gyroscopen voor de stabiliteit. Hierdoor was het mogelijk scènes in het interieur van de volledig nagebouwde onderzeeboot te filmen zonder gebruik te hoeven maken van een dolly.
In West-Duitsland werd een zesdelige mini-televisieserie uitgebracht, en een 145 minuten durende film. De film werd in 1982 in de Verenigde Staten uitgebracht. In 1997 kwam een ruim 200 minuten durende directors cut versie uit. Er bestaat ook een uncut versie van bijna 300 minuten.
Door de verfilming werd de roman in heel West-Duitsland bekend. Dit komt ook door de hoogwaardige rolbezetting, die leest als een who-is-who van de moderne Duitse filmgeschiedenis. Kapitein Heinrich Lehmann-Willenbrock wordt door Jürgen Prochnow gespeeld, oorlogsverslaggever luitenant Werner door Herbert Grönemeyer, hoofdmachinist Fritz Grade door Klaus Wennemann, en de tweede luitenant door Martin Semmelrogge, om slechts enkelen te noemen.

## Verhaal
In 1941 bezatten enkele Duitse soldaten zich in een bordeel in La Rochelle in Frankrijk. De dag daarop gaan ze aan boord van de onderzeeër U 96 om vijandelijke schepen tot zinken te brengen. Tijdens de reis op de Atlantische Oceaan neemt de verveling toe. Als de Geallieerden uiteindelijk in zicht komen, slaat die verveling om in angst.

## Rolverdeling
| Acteur                | Personage                                       |
| --------------------- | ----------------------------------------------- |
| Jürgen Prochnow       | Kapitein-luitenant Heinrich Lehmann-Willenbrock |
| Herbert Grönemeyer    | Luitenant Werner                                |
| Klaus Wennemann       | Hoofdingenieur Fritz Grade                      |
| Hubertus Bengsch      | Eerste luitenant                                |
| Martin Semmelrogge    | Tweede luitenant                                |
| Bernd Tauber          | Kriechbaum                                      |
| Erwin Leder           | Johann                                          |
| Martin May            | Ullmann                                         |
| Heinz Hoenig          | Hinrich                                         |
| Uwe Ochsenknecht      | Lamprecht                                       |
| Claude-Oliver Rudolph | Ario                                            |
| Jan Fedder            | Pilgrim                                         |
| Ralf Richter          | Frenssen                                        |
| Joachim Bernhard      | Predikant                                       |
| Oliver Stritzel       | Schwalle                                        |

## Trivia
- In 1992 had de Duitse technogroep U96 een hit met het nummer Das Boot, een bewerking van de filmmuziek van Klaus Doldinger.
- De U-boot werd ook gebruikt in de Indiana Jones-film Raiders of the Lost Ark.
- In de film Beerfest uit 2006 speelt Jürgen Prochnow baron Wolfgang von Wolfhausen die met een duikboot naar de Verenigde Staten gaat, en dan zegt dat hij niet van duikboten houdt omdat hij er nare herinneringen aan heeft.
- In 2018 werd de Duitse tv-serie Das Boot uitgebracht, gebaseerd op de gebeurtenissen in de film.